# Quero (Toledo)
Quero ist eine spanische Gemeinde  (municipio) in der Provinz Toledo der Autonomen Region Kastilien-La Mancha. 2024 hatte die Gemeinde 979 Einwohner. Die Gemeindefläche beträgt 104,22 km².

## Lage
Quero liegt etwa 90 Kilometer südöstlich von Toledo in einer Höhe von ca. 650 m. Im Gemeindegebiet liegt die Laguna Grande. Im Norden auf der Gemeindegrenze liegt der Flugplatz La Mancha-Toledo.

## Bevölkerungsentwicklung
| Jahr      | 1900  | 1910  | 1920  | 1930  | 1940  | 1950  | 1960  | 1970  | 1981  | 1991  | 2001  | 2011  | 2021  |
| --------- | ----- | ----- | ----- | ----- | ----- | ----- | ----- | ----- | ----- | ----- | ----- | ----- | ----- |
| Einwohner | 2.150 | 2.465 | 2.785 | 3.150 | 3.000 | 3.073 | 2.720 | 1.946 | 1.743 | 1.462 | 1.255 | 1.260 | 1.013 |

## Sehenswürdigkeiten
- Kirche Mariä Himmelfahrt (Iglesia de Nuestra Señora de la Asunción)
- Kapelle Mariä Schnee (Ermita de Nuestra Señora de las Nieves)

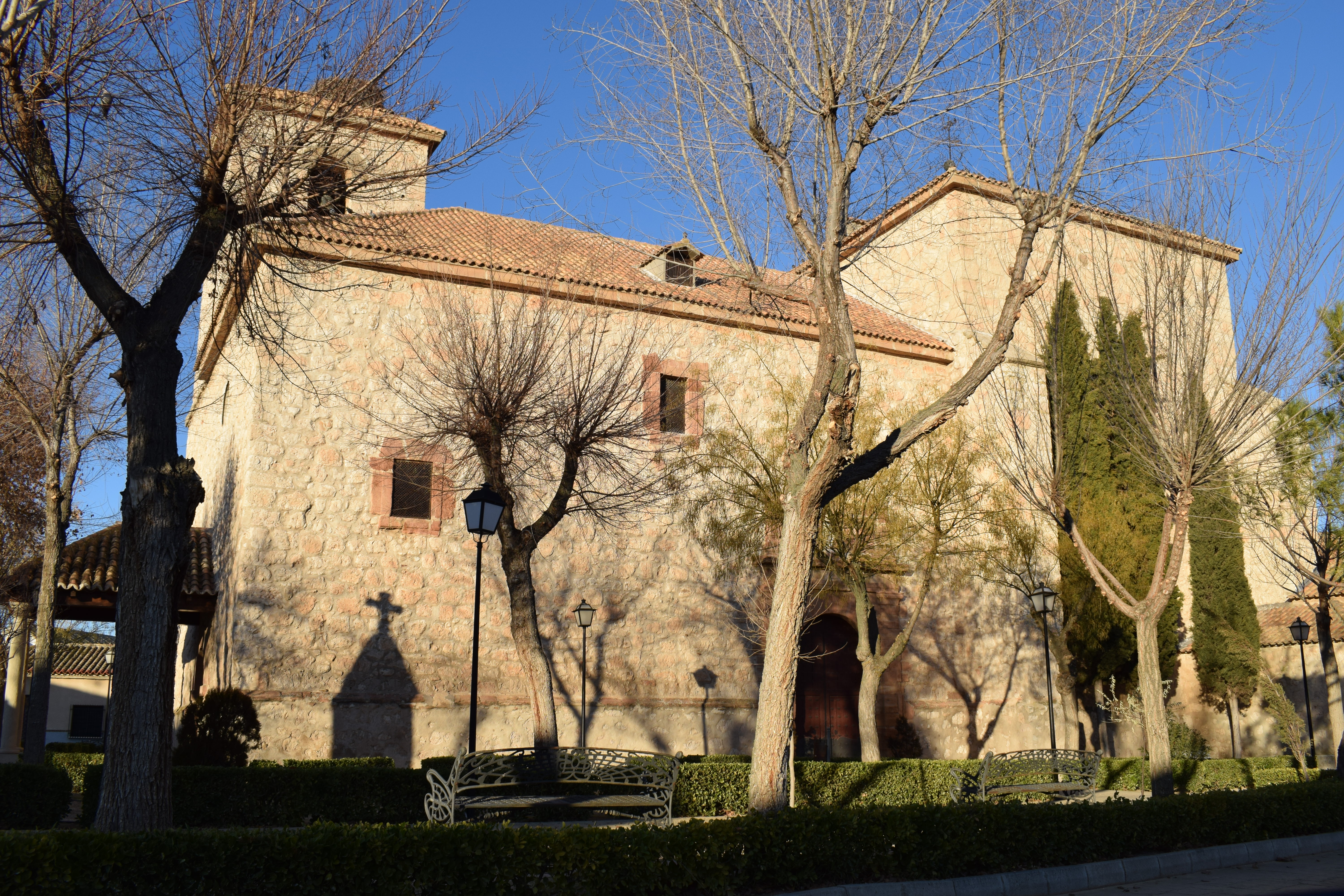
Kirche Mariä Himmelfahrt
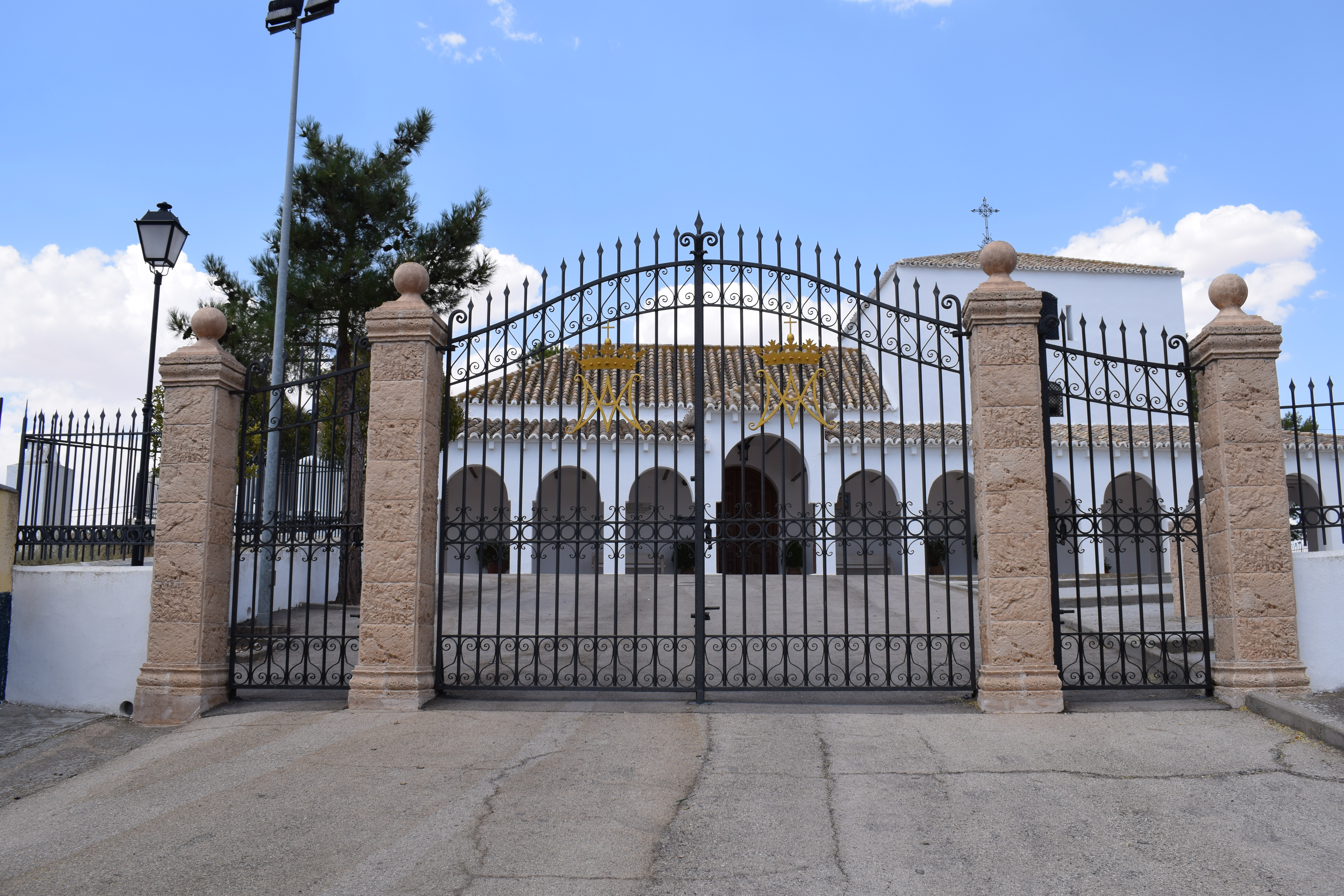
Kapelle Mariä Schnee
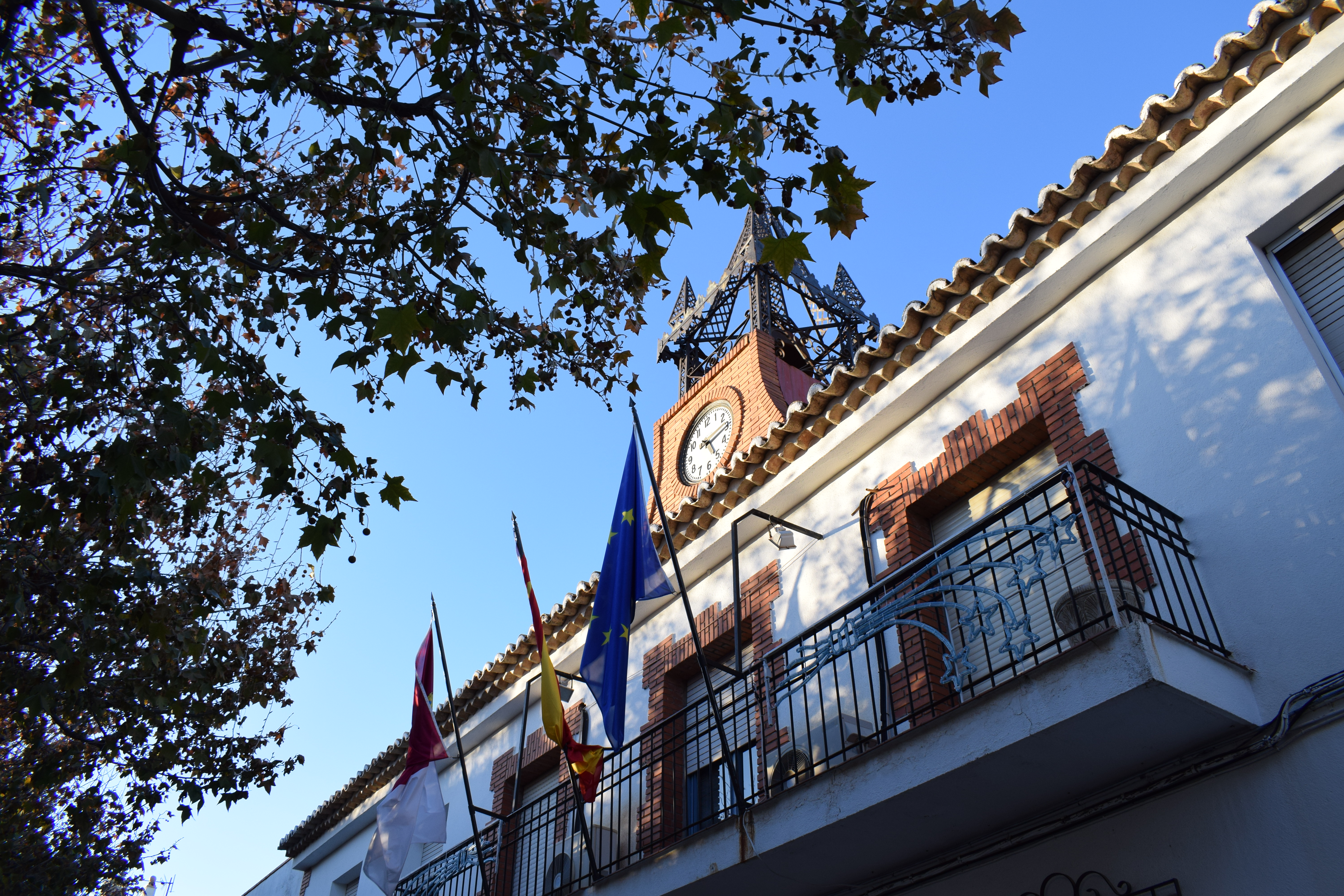
Rathaus

## Bekannte Personen der Stadt
- Javier Magro Matilla (* 1988), Fußballspieler